# Calcata
Calcata är en ort och kommun i provinsen Viterbo i regionen Lazio i Italien. Kommunen hade 910 invånare (2018).